# Ekseption

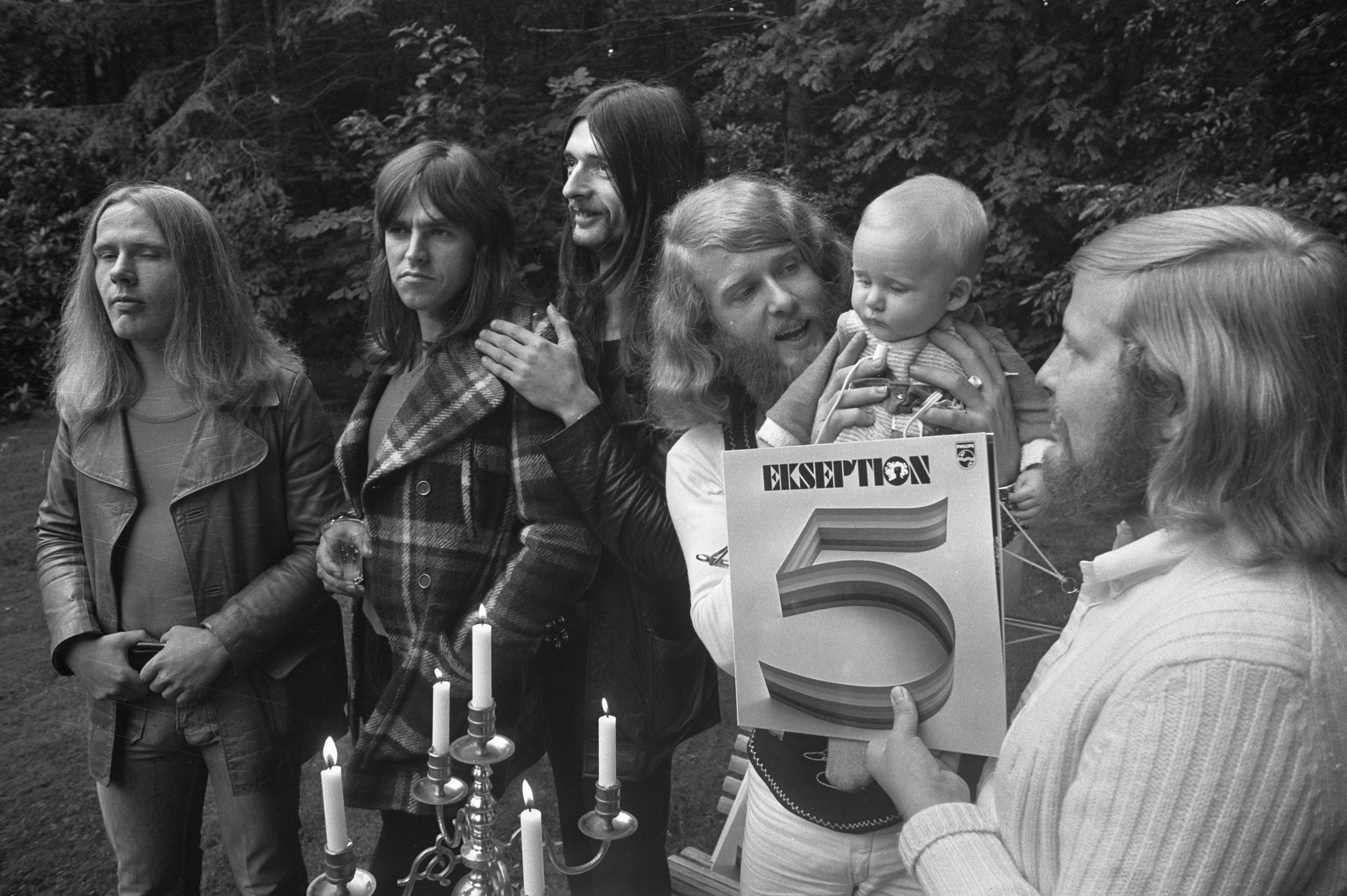
Ekseption (1972)

Ekseption var en musikgrupp från Nederländerna, aktiv 1967−1989, som blev känd genom att spela in rockversioner av klassiska stycken. Den bestod av Rick van der Linden (orgel och piano), Rein van den Broek (trumpet), Cor Dekker (basgitarr), Rob Kruisman (saxofon, flöjt och gitarr), Peter de Leeuwe (trummor) och Huib van Kampen (tenorsax, gitarr och trombon)